# Lista de títulos das seleções sul-americanas de futebol masculino
Lista com os principais títulos das Seleções Sul-americanas de Futebol Masculino afiliadas a CONMEBOL que representam a América do Sul em competições de futebol organizadas pela própria CONMEBOL e também pela FIFA, COI, AUF e UEFA.

## Competições
- FIFA
  - Copa do Mundo
  - Copa das Confederações
- CONMEBOL
  - Copa América
- CONMEBOL e UEFA
  - Troféu Artemio Franchi
- COI
  - Jogos Olímpicos
- CPF
  - Campeonato Pan-Americano
- AUF
  - Mundialito

## Títulos por país
| Seleção   | Copa do Mundo | Copa do Mundo                | Copa das Confederações | Copa das Confederações | Copa América | Copa América                                                                                   | Jogos Olímpicos | Jogos Olímpicos | Mundialito | Mundialito | Campeonato Pan-Americano | Campeonato Pan-Americano | Copa dos Campeões da CONMEBOL–UEFA | Copa dos Campeões da CONMEBOL–UEFA | Total |
| Seleção   | Vezes         | Ano                          | Vezes                  | Ano                    | Vezes        | Ano                                                                                            | Vezes           | Ano             | Vezes      | Ano        | Vezes                    | Ano                      | Vezes                              | Ano                                | Total |
| --------- | ------------- | ---------------------------- | ---------------------- | ---------------------- | ------------ | ---------------------------------------------------------------------------------------------- | --------------- | --------------- | ---------- | ---------- | ------------------------ | ------------------------ | ---------------------------------- | ---------------------------------- | ----- |
| Argentina | 3             | 1978, 1986, 2022             | 1                      | 1992                   | 16           | 1921, 1925, 1927, 1929, 1937, 1941, 1945, 1946, 1947, 1955, 1957, 1959, 1991, 1993, 2021, 2024 | 2               | 2004, 2008      | 0          | —          | 1                        | 1960                     | 2                                  | 1993, 2022                         | 25    |
| Bolívia   | 0             | —                            | 0                      | —                      | 1            | 1963                                                                                           | 0               | —               | 0          | —          | 0                        | —                        | 0                                  | —                                  | 1     |
| Brasil    | 5             | 1958, 1962, 1970, 1994, 2002 | 4                      | 1997, 2005, 2009, 2013 | 9            | 1919, 1922, 1949, 1989, 1997, 1999, 2004, 2007, 2019                                           | 2               | 2016, 2021      | 0          | —          | 2                        | 1952, 1956               | 0                                  | —                                  | 22    |
| Chile     | 0             | —                            | 0                      | —                      | 2            | 2015, 2016                                                                                     | 0               | —               | 0          | —          | 0                        | —                        | 0                                  | —                                  | 2     |
| Colômbia  | 0             | —                            | 0                      | —                      | 1            | 2001                                                                                           | 0               | —               | 0          | —          | 0                        | —                        | 0                                  | —                                  | 1     |
| Equador   | 0             | —                            | 0                      | —                      | 0            | —                                                                                              | 0               | —               | 0          | —          | 0                        | —                        | 0                                  | —                                  | 0     |
| Paraguai  | 0             | —                            | 0                      | —                      | 2            | 1953, 1979                                                                                     | 0               | —               | 0          | —          | 0                        | —                        | 0                                  | —                                  | 2     |
| Peru      | 0             | —                            | 0                      | —                      | 2            | 1939, 1975                                                                                     | 0               | —               | 0          | —          | 0                        | —                        | 0                                  | —                                  | 2     |
| Uruguai   | 2             | 1930, 1950                   | 0                      | —                      | 15           | 1916, 1917, 1920, 1923, 1924, 1926, 1935, 1942, 1956, 1959, 1967, 1983, 1987, 1995, 2011       | 2               | 1924, 1928      | 1          | 1981       | 0                        | —                        | 0                                  | —                                  | 20    |
| Venezuela | 0             | —                            | 0                      | —                      | 0            | —                                                                                              | 0               | —               | 0          | —          | 0                        | —                        | 0                                  | —                                  | 0     |